# Station de sauvetage en mer d'Étel
La station de sauvetage en mer d'Étel est une station de sauvetage de la société nationale de sauvetage en mer à Étel dans le Morbihan (France).

## Localisation
Le bâtiment est situé sur la place des Thoniers, à environ 280 m au sud du port de plaisance de la commune.

## Historique
La station d'Étel est créée en 1866, l'année suivant la fondation de la société centrale de sauvetage des naufragés par l'impératrice Eugénie. Ce premier édifice est construit au nord du bassin d'échouage et sa cale de lancement allongée en 1894. Ce premier abri est détruit, puis remplacé par un deuxième en 1939, lui-même remplacé par le bâtiment actuel en 1962.
Il est inscrit au titre des monuments historiques par l'arrêté du 8 août 2008. Du fait de son époque de construction, il bénéficie, en même temps, du label « Patrimoine du XXe siècle ».

## Architecture
La station de sauvetage est construite en béton armé, selon un plan quadrangulaire simpliste, dans un style commun aux années 1960. Il abrite un système de mise à l'eau « par gravité », le seul encore opérant en France.

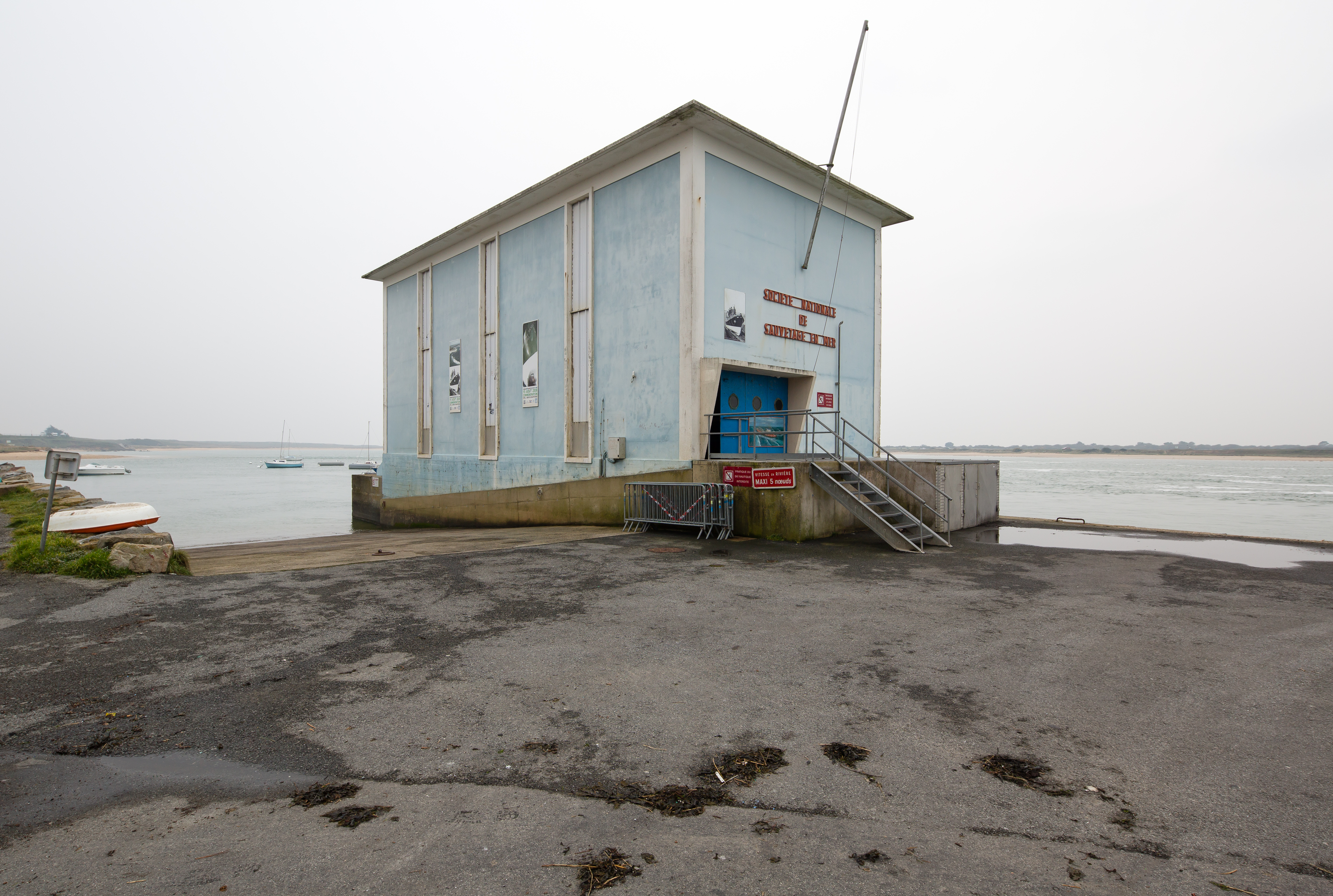
Vue nord-est de la station.
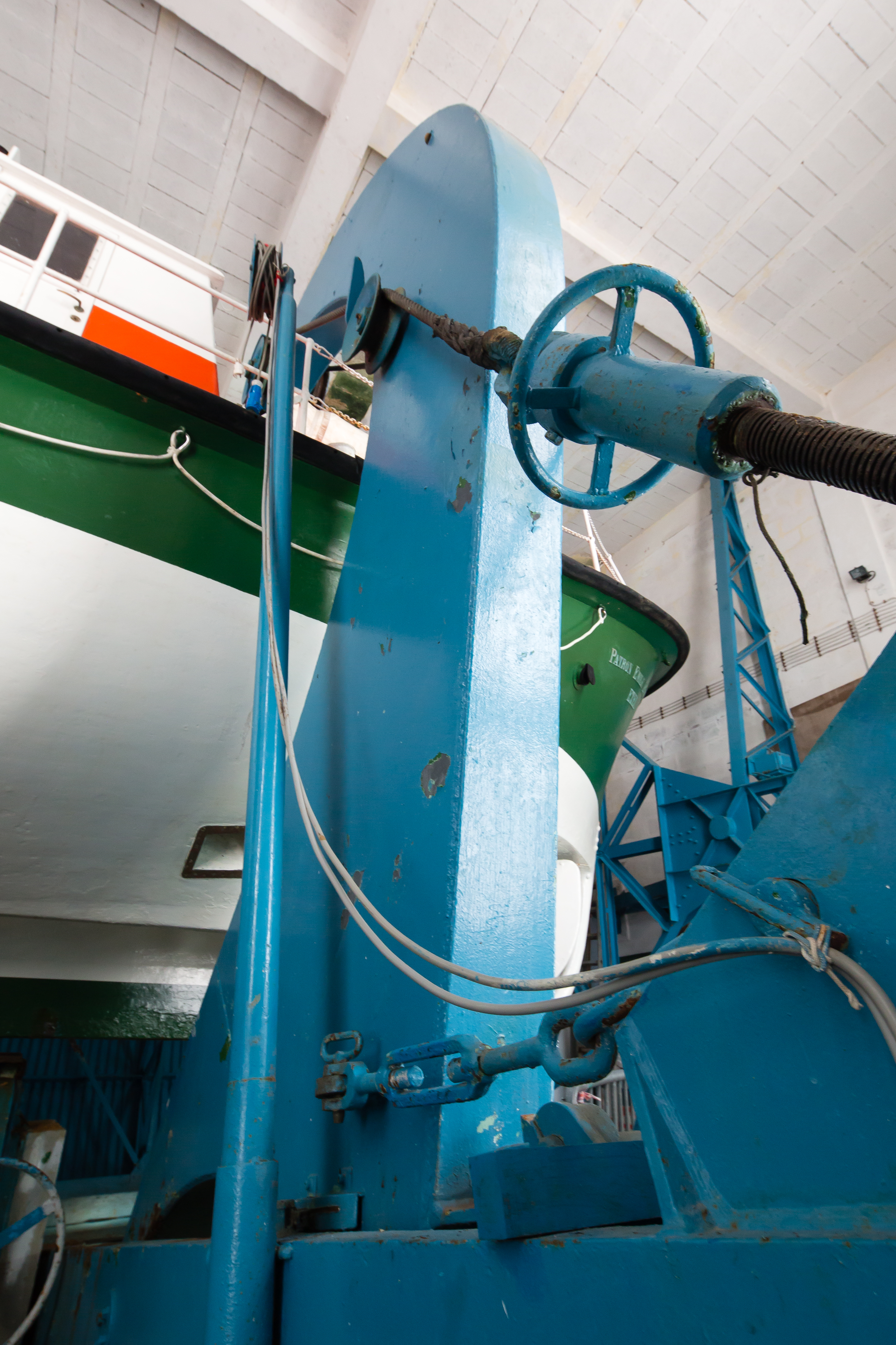
Bossoir.
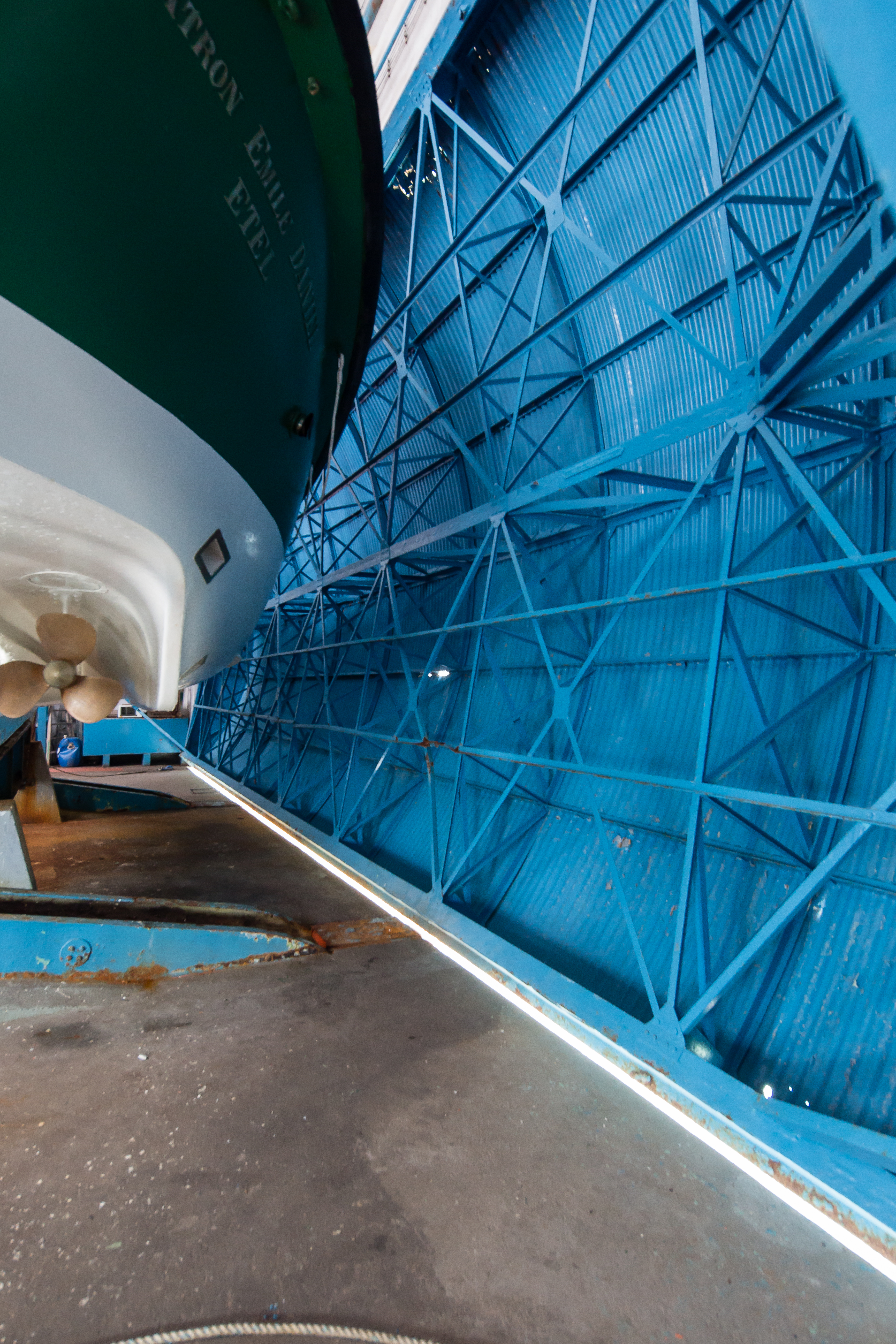
Porte pivotante.
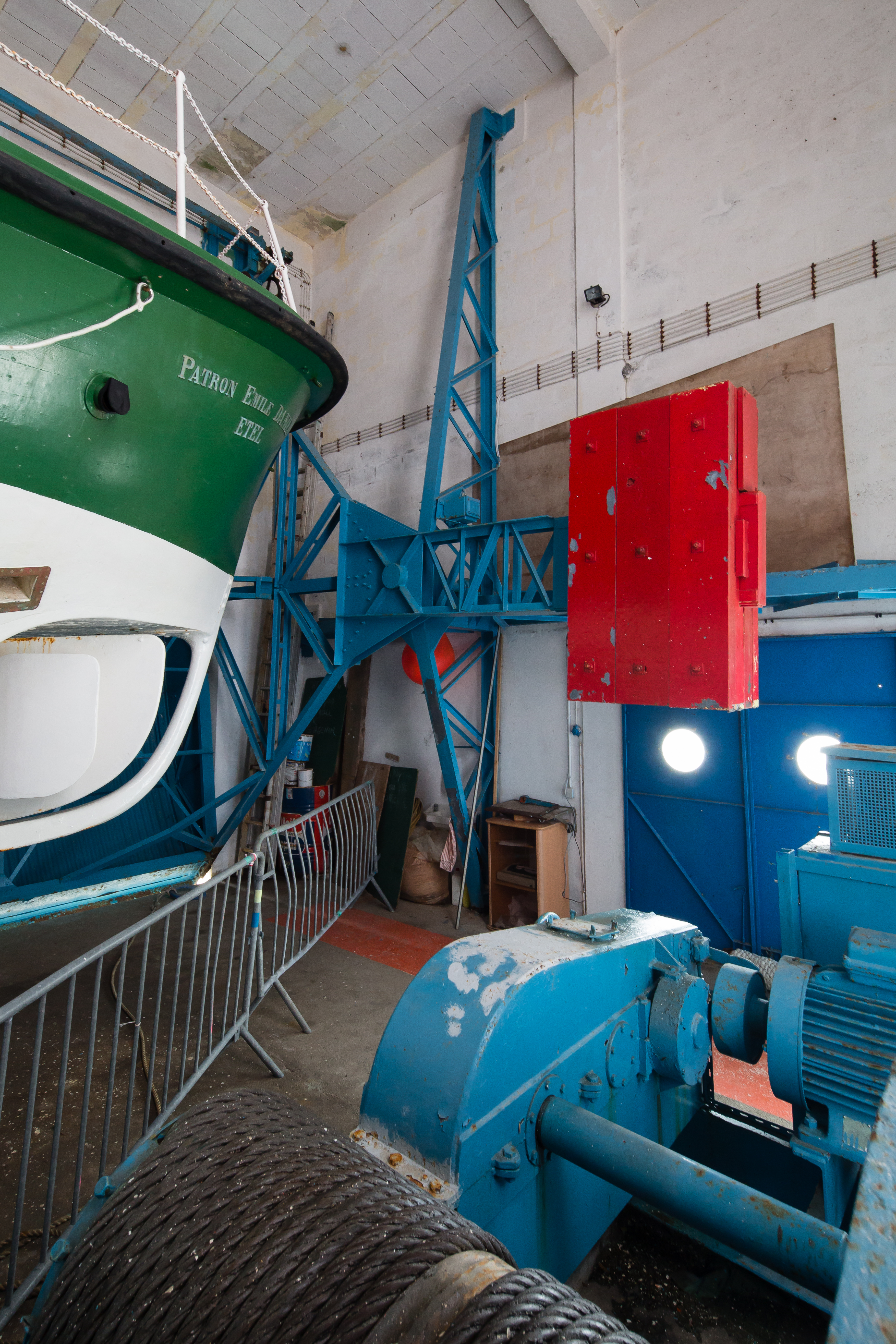
Contrepoids de la porte

## Canots de sauvetage
La station a accueilli les canots suivants :
- La Seyne[3] (1867[4] - 1889)[5]
- Prosper Gicquel (1889 - 1913)[5]
- Papa Poydenot (1913 - 1939)[5]
- Vice-Amiral Shwerer (1939 - 1958)[5]
- Vice-Amiral Shwerer II (mai - octobre 1958)[5]
- Patron Émile Daniel (1962 - 2003)[6]
- Champlain (2004-2013)[6]
- Nohic (depuis 2013)[6]

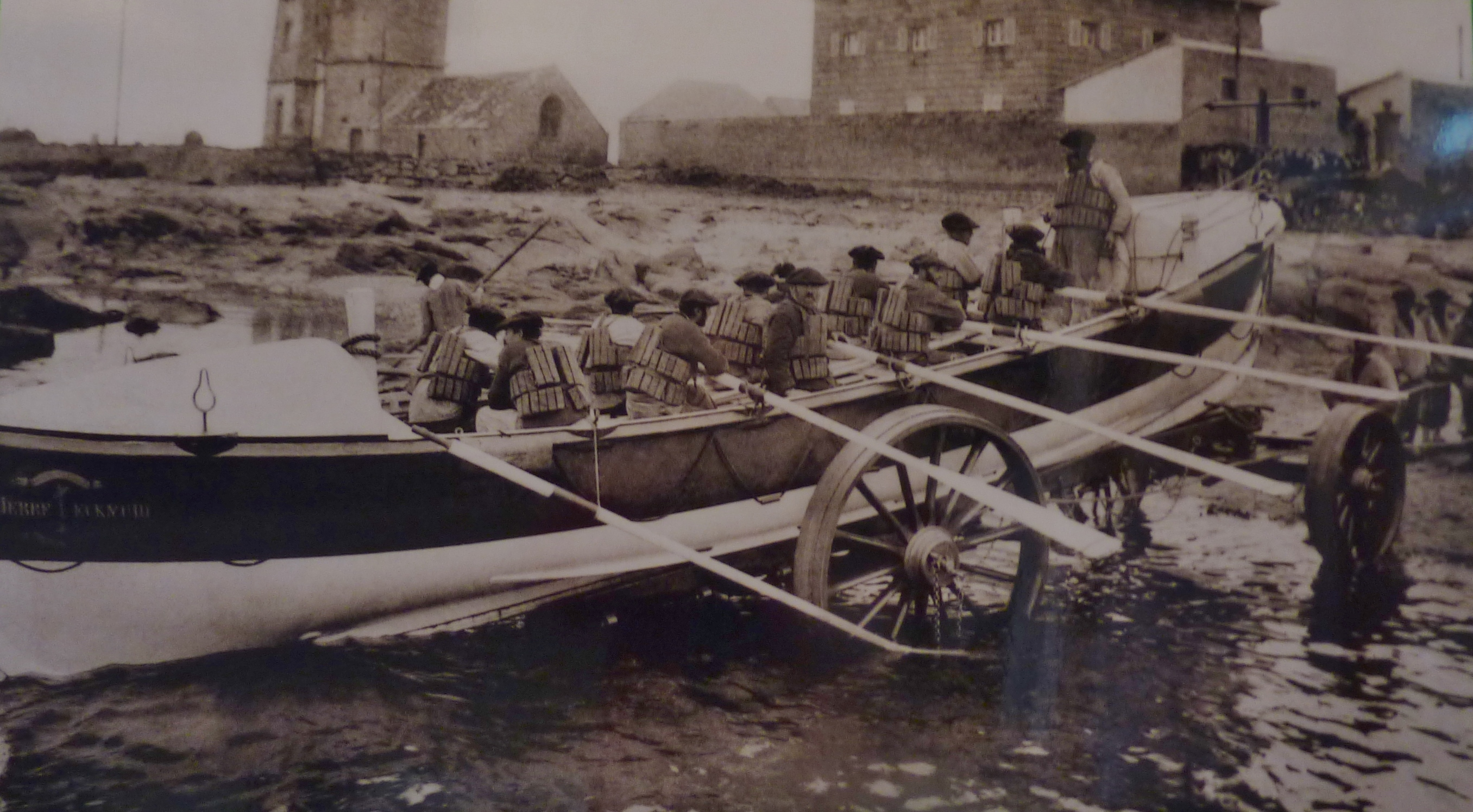
Le Papa Poydenot vers 1910.
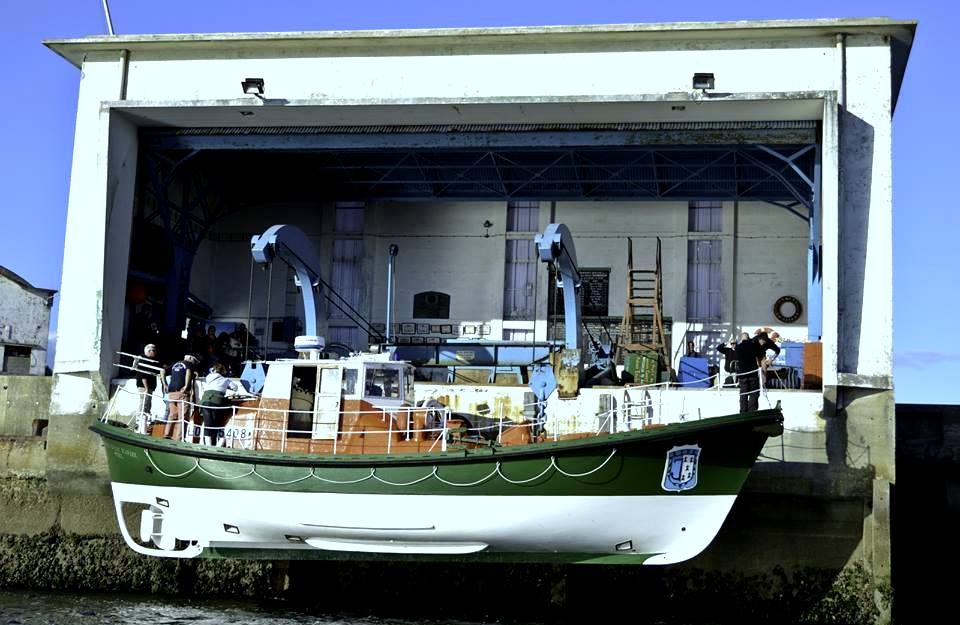
Mise à l'eau du Patron Émile Daniel en 2016.